# Torrent de Robet
El Torrent de Robet és un corrent fluvial de l'Alt Urgell, que neix a Valldarques, al municipi de Coll de Nargó, i baixa fins a desembocar al Torrent d'Isot a cota 1.015 m.